# Automobil-Bau- und Construktionswerkstätte
Die Automobil-Bau- und Construktionswerkstätte, kurz A.B.C. Werkstätte genannt, war während der 1920er Jahre ein deutsches Unternehmen in Berlin.

## Unternehmensgeschichte
Das Unternehmen hatte seinen Sitz an der Cuvrystraße 46 in Berlin. Es hatte die Rechtsform einer Gesellschaft mit beschränkter Haftung. Das Stammkapital betrug 20.000 Mark, Geschäftsführer war der Kaufmann Gerhard Sedlmayer. Das Unternehmen stellte 1921 Automobile sowie zwischen 1922 und 1925 Motorräder her. Der Markenname lautete ABC.

## Fahrzeuge
Die Automobile waren Kleinstwagen. Ein Zweitaktmotor mit 149 cm³ Hubraum trieb die Fahrzeuge an.
Die Motorräder hatten Einzylindermotoren gleicher Größe. Sie stammten laut dreier Quellen aus eigener Fertigung. Davon abweichend gibt eine Quelle an, dass sie von Richard Gruhn, Motorradbau aus Berlin, Curt Hanfland, Motorradwerk aus Berlin und vermutlich von DKW zugeliefert wurden.